# Archivo Tickler

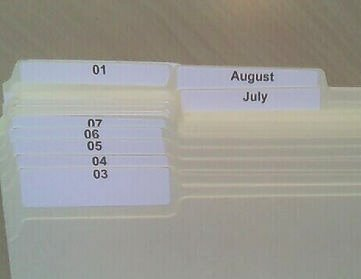
Un archivo tickler simple puede usar cualquier número de carpetas.

Un archivo tickler o sistema de 43 carpetas es una colección de carpetas de archivos con etiquetas de fecha organizadas de una manera que permite archivar documentos sensitivos al tiempo usando la fecha futura en la que cada documento necesita acción. Los documentos dentro de las carpetas de un archivo tickler pueden ser listas de tareas pendientes, facturas pendientes, facturas sin pagar, boletos de viaje, reservas de hotel, información de reuniones, recordatorios de cumpleaños, cupones, reclamos de boletos, notas de devolución de llamadas, recordatorios de seguimiento, recordatorios de mantenimiento, o cualquier otro documento que requiera acción futura. Cada día, la carpeta que tiene la fecha actual se recupera del archivo tickler para que se pueda actuar sobre cualquier documento que contenga. Esencialmente, un archivo tickler proporciona una forma de enviarse un recordatorio a uno mismo en el futuro — " haciendo cosquillas " a nuestra memoria .

## Historia
Un uso común fue en los bufetes de abogados a principios del siglo XX, donde las tarjetas de tareas pequeñas o "tarjetas de recordatorio" se archivaban por fecha. Luego eran distribuidas a los abogados como tareas legales, como renovación de marcas registradas, actualización de testamentos y presentación de mociones para un caso en particular, según se aproximara la fecha de ejecutarlas. En las empresas de mayor tamaño se asignaba generalmente a una sola persona para el mantenimiento y seguimigento de este archivo, repartiendo las tareas y asegurando su seguimiento, lo que podría quedar registrado en las tarjetas para facturación y documentación.
Recientemente, el concepto se reintrodujo en la cultura popular a través de varios libros de autoayuda, como el libro de 1977 de Pam Young y Peggy Jones Sidetracked Home Executives: From Pig-Pen to Paradise, FlyLady Marla Ciley, el libro de Chris Crouch Getting Organized, el libro del 2001 de David Allen Getting Things Done y el sitio web de Merlin Mann 43 Folders, cuyo nombre proviene de este método popular para mantener un archivo tickler.

## Usos actuales

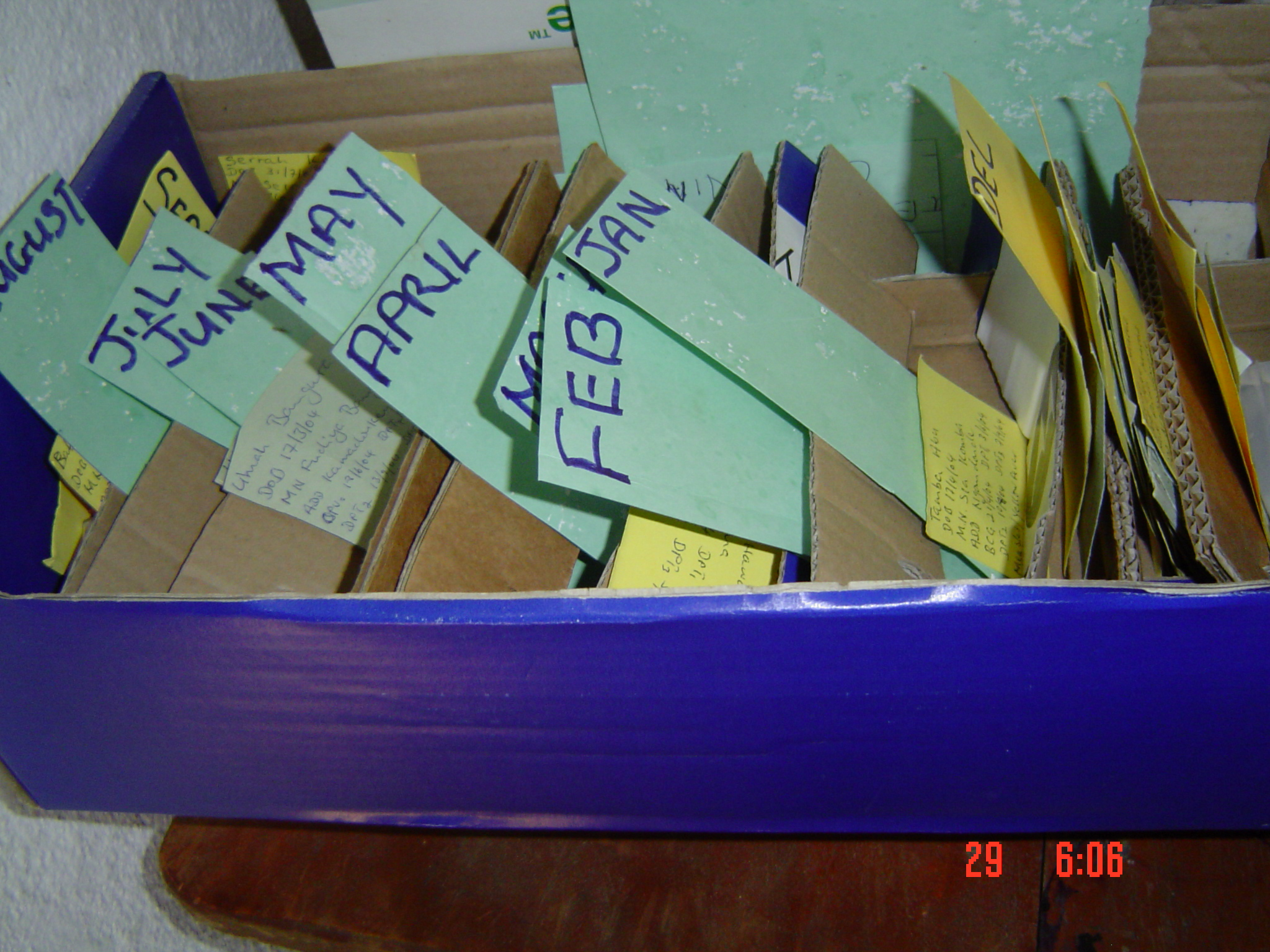
Tickler box en el centro de salud de Masundu, distrito de Kono, Sierra Leona

Los archivos de tickler modernos son a menudo electrónicos y se completan a través de  software programado para proveer recordatorios y dar seguimiento automáticos.
Los sistemas Tickler también se utilizan en países industrializados y menos industrializados en el área de la salud para mejorar la cobertura de inmunización. Por lo general, el nombre y la fecha de nacimiento de un niño se colocan en una tarjeta, que luego se coloca en el archivo de seguimiento correspondiente a la fecha de vencimiento de su próxima vacunación. El vacunador puede luego encontrar los nombres de todos los niños con inmunizaciones vencidas en un mes en particular y así dirigir sus esfuerzos para encontrar a esos niños .

## 43 separaciones
En casos institucionales más grandes, se usaría un archivo tickler cronológico, con una sección para cada año o día, a veces abarcando más de un siglo con tanto detalle como sea necesario (especialmente para fechas lejanas en el futuro). Una técnica más común es tener fichas con cuarenta y tres separaciones o un sistema con cuarenta y tres carpetas o dos archivos de acordeón. Las cuarenta y tres separaciones resultan de sumar dos números, treinta y uno y doce.  Esto corresponde al máximo de treinta y un días que pudiera tener un mes, más los doce meses de un año.
Usando carpetas, los elementos asignados para el mes actual se colocan dentro de la carpeta diaria correspondiente. Los elementos que deben realizarse en un mes futuro se colocan en la carpeta mensual correspondiente. Todos los días, la carpeta diaria actual se vacía y se coloca en la parte posterior del conjunto. Al iniciar un nuevo mes, los elementos de ese mes se eliminan de la carpeta del mes y se colocan entonces en las carpetas diarias correspondientes.
Los sistemas simples que involucran muchas tareas repetitivas a través del tiempo generalmente usan y reutilizar fichas de un tamaño apropiado, con sistemas más complejos que usan "archivos de acordeón", carpetas de archivos expandibles o incluso salas enteras llenas de archivadores. Los sistemas modernos generalmente se mantienen en bases de datos computarizadas o con herramientas simples como un archivo de "calendario" de Unix, un calendario de Microsoft Outlook, etc.